# Sato Tsuyoshi
Sato Tsuyoshi (佐藤健 Satō Tsuyoshi, sinh ngày 5 tháng 2 năm 1988 ở Hiratsuka, Kanagawa) là một cựu cầu thủ bóng đá người Nhật Bản thi đấu cho SC Sagamihara.

## Thống kê câu lạc bộ
Cập nhật đến ngày 23 tháng 2 năm 2017.
| Thành tích câu lạc bộ | Thành tích câu lạc bộ | Thành tích câu lạc bộ | Giải vô địch | Giải vô địch | Cúp                   | Cúp                   | Tổng cộng | Tổng cộng |
| Mùa giải              | Câu lạc bộ            | Giải vô địch          | Số trận      | Bàn thắng    | Số trận               | Bàn thắng             | Số trận   | Bàn thắng |
| Nhật Bản              | Nhật Bản              | Nhật Bản              | Giải vô địch | Giải vô địch | Cúp Hoàng đế Nhật Bản | Cúp Hoàng đế Nhật Bản | Tổng cộng | Tổng cộng |
| --------------------- | --------------------- | --------------------- | ------------ | ------------ | --------------------- | --------------------- | --------- | --------- |
| 2010                  | SC Sagamihara         | KSL                   | 6            | 0            | –                     | –                     | 6         | 0         |
| 2011                  | SC Sagamihara         | JRL (Kanto, Div. 2)   | 11           | 0            | –                     | –                     | 11        | 0         |
| 2012                  | SC Sagamihara         | JRL (Kanto, Div. 1)   | 14           | 0            | –                     | –                     | 14        | 0         |
| 2013                  | SC Sagamihara         | JFL                   | 12           | 0            | –                     | –                     | 12        | 0         |
| 2014                  | SC Sagamihara         | J3 League             | 28           | 0            | –                     | –                     | 28        | 0         |
| 2015                  | SC Sagamihara         | J3 League             | 36           | 0            | –                     | –                     | 36        | 0         |
| 2016                  | SC Sagamihara         | J3 League             | 5            | 0            | –                     | –                     | 5         | 0         |
| Tổng cộng sự nghiệp   | Tổng cộng sự nghiệp   | Tổng cộng sự nghiệp   | 112          | 0            | –                     | –                     | 112       | 0         |